# Hydropolis

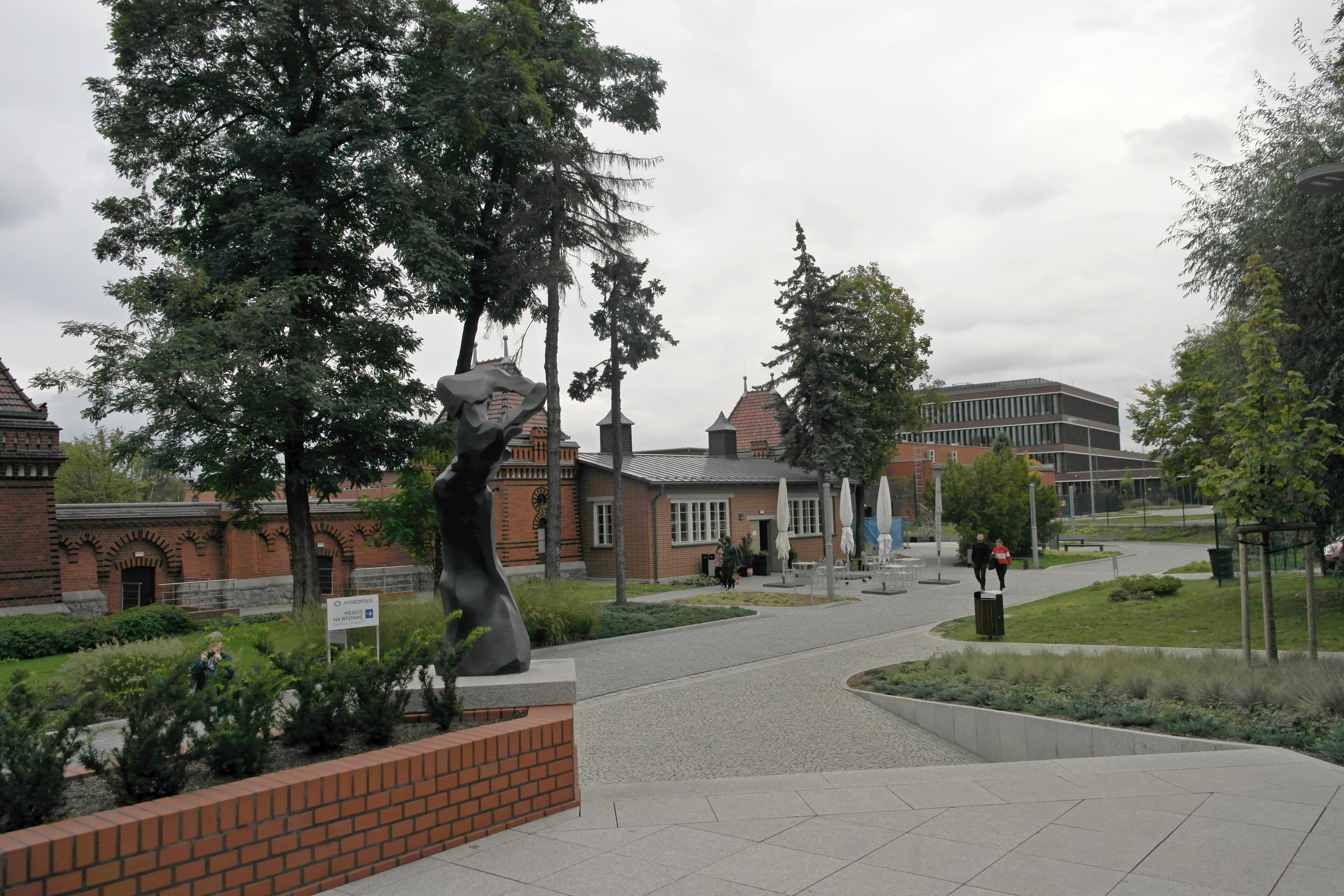
Eingangsbereich des Hydropolis (2019)

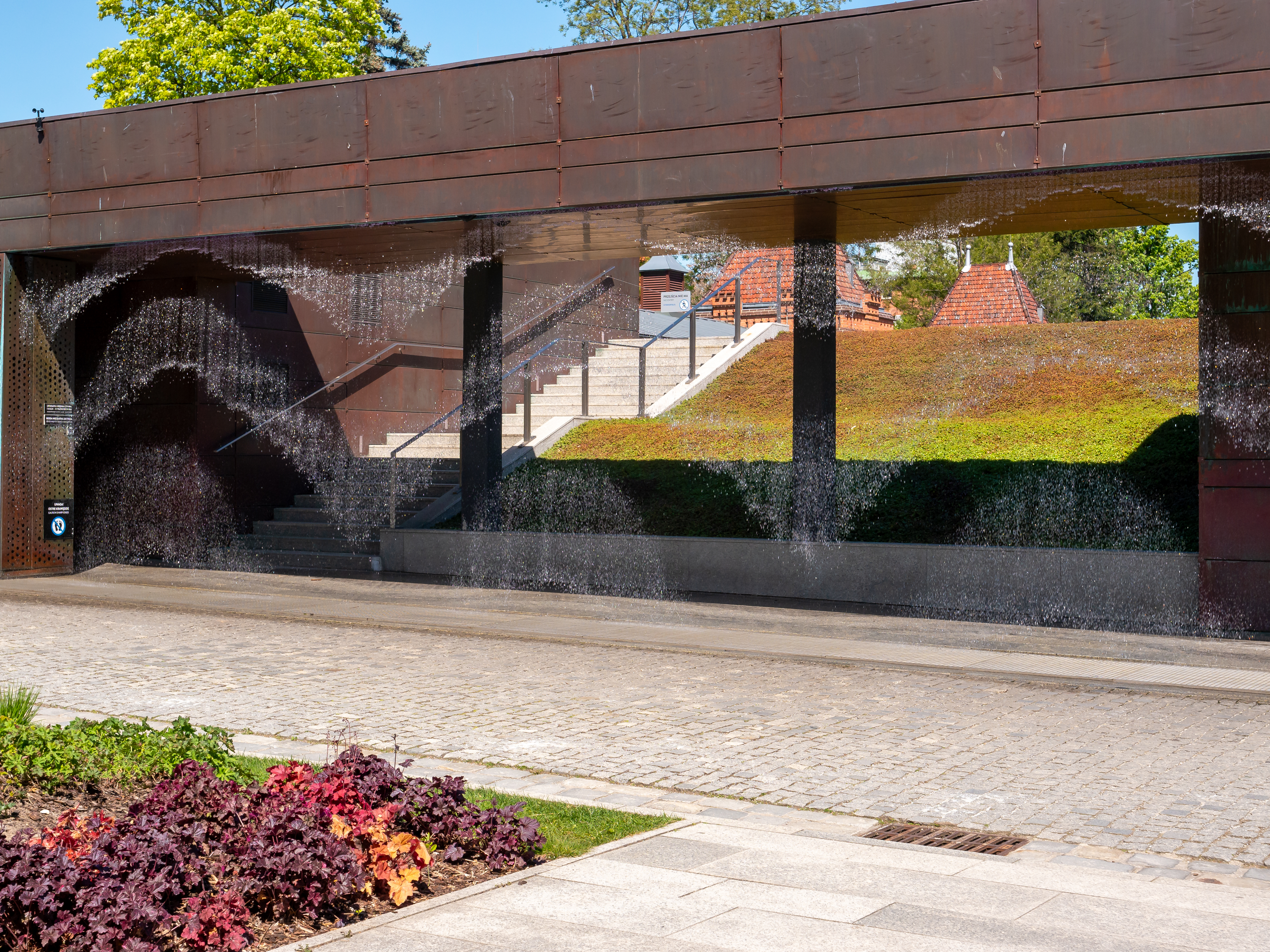
Blick auf den Wasserdrucker, der einen Wasservorhang mit Wellenmuster produziert (2024)

Hydropolis oder Hydropolis Center für ökologische Bildung (polnisch Centrum Edukacji Ekologicznej „Hydropolis“) ist ein Wissenschaftszentrum mit dem Thema Wasser in Breslau, Polen. Ziel der Ausstellung ist es, den Besuchern die Rolle des Wassers in der Umwelt, seine Bedeutung für den Menschen und die Geschichte der menschlichen Interaktion mit Wasser näherzubringen.
Die Ausstellung befindet sich in einem ehemaligen neugotischen 4600 m³ fassenden Untergrundreservoir für Trinkwasser, das in den 1890er-Jahren gebaut worden war. Die Anlage war Eigentum der städtischen Wasser- und Abwassergesellschaft („Miejskie Przedsiębiorstwo Wodociągów i Kanalizacji“). Seit 2002 steht das Bauwerk unter Denkmalschutz. Ende des Jahres 2011 wurde es außer Betrieb genommen. In der Folge wurde Hydropolis im Inneren gebaut und 2015 eröffnet.

## Ausstellung
Hydropolis ist in sieben gleichbleibende Themenbereiche, wechselnde Ausstellungen, einen Bereich für Kinder sowie eine Entspannungszone unterteilt. Hydropolis bietet pädagogische Workshops für Kinder vom Kindergarten bis zum Sekundarschulalter an. Der Zugang ist vollständig barrierefrei.
Im Außenbereich befindet sich, auf einer Länge von 45 m, der größte „Wasserdrucker“ Europas und einer der größten weltweit. Mit diesem wird ein Wasserschleier moduliert, so dass Muster auf diesem sichtbar werden. Mittels Lichtschranke wird eine Lücke im Wasserschleier gebildet um Besuchern einen trockenen Zugang zu gewährleisten.